# دانييلي مارتينتي
دانييلي مارتينتي (بالإيطالية: Daniele Martinetti)‏ (26 يونيو 1981 بروما في إيطاليا - ) هو لاعب كرة قدم إيطالي في مركز الهجوم. لعب مع نادي تورينو ونادي روما ونادي ساسولو ونادي فاريسي ونادي نوفارا ونادي براتو ونادي أريتسو وASD GC Sora ‏.